# Jules LeBlanc
Julianna Grace LeBlanc (Augusta, 5 de dezembro de 2004), mais conhecida como Annie LeBlanc e Jules LeBlanc, é uma youtuber, atriz, cantora e ex-ginasta norte-americana. Em dezembro de 2018, o site Business Insider a considerou uma das "adolescentes mais famosas do mundo". Ela tem aparecido em vídeos desde os quatro anos de idade e tem muitos seguidores nas redes sociais. Ela estrelou como Rhyme no drama familiar Chicken Girls, no canal Brat, no YouTube, no programa do YouTube A Girl Named Jo, interpretando Jo Chambers, e também interpretou Rhyme em Chicken Girls: The Movie. LeBlanc também interpretou Lex na série de televisão Side Hustle, da Nickelodeon. Ela também estrelou o vlog da família Bratayley de 2010 a 2019 e a série We Are Savvy, do YouTube Red Originals, de 2016 a 2018.

## Carreira
LeBlanc se tornou originalmente conhecida por seus vídeos de ginástica. Seus vídeos de ginástica e tutoriais começaram a ser publicados em 2008 em seu canal no YouTube, antes conhecido como Acroanna, quando ela tinha 3 anos. O canal mudou de nome em 2017 e agora traz videoclipes de Jules LeBlanc.
LeBlanc faz parte de um vlog diário no canal Bratayley, do YouTube (com + 7,3 milhões de inscritos). O vlog, que inicialmente era voltado apenas para parentes e que começou a ser filmado quando ela tinha seis anos, acompanha a vida da família LeBlanc; nenhum outro vídeo foi postado lá desde novembro de 2019. Fazem parte do canal os pais Billy e Katie com suas duas filhas Annie e Hayley. O nome "Bratayley" era no início um apelido para Hayley, uma junção da palavra "pirralha" e o nome "Hayley".
LeBlanc começou a chamar atenção por sua música em seu TikTok (@annieleblanc). Em abril de 2018, ela ganhou o Shorty Awards de "Muser of the Year".
LeBlanc e Hayden Summerall fizeram uma colaboração em um cover do YouTube de "Little Do You Know", da dupla Alex & Sierra, que se tornou viral. O single de LeBlanc e Summerall alcançou a posição 48 da Emerging Artists Billboard Chart. LeBlanc e Summerall foram escalados para protagonizar Chicken Girls, apesar de não terem nenhuma experiência em atuação antes de estrelar a série. Em agosto de 2017, Brat lançou a série no YouTube. A série mostra a relação de LeBlanc e Summerall e se concentra no cotidiano de um grupo de amigos e dançarinos na escola fictícia "Attaway High". O episódio de estreia alcançou mais de 10 milhões de visualizações no YouTube e, em maio de 2018, a segunda temporada atingiu a marca de 2 milhões a 4,5 milhões de visualizações por episódio. 
Em 9 de setembro de 2017, o cover de LeBlanc da música "Fly", da Maddie & Tae, alcançou a posição 34 nas paradas da Billboard de música country. Em novembro de 2017, LeBlanc lançou seu primeiro single autoral, "Ordinary Girl". Em dezembro de 2017, a revista adolescente Tiger Beat anunciou que LeBlanc iniciaria sua primeira turnê nos Estados Unidos no início de 2018. Em fevereiro de 2018, LeBlanc lançou mais um single, "Little Things". No início de maio de 2018, LeBlanc lançou seu álbum de compilação de country pop no iTunes, chamado Lollipop, pela gravadora Heard Well. A coletânea também inclui duas canções de LeBlanc, "Somebody's Heart" e "Photograph". Ela lançou depois  seu single "Picture This" no início de junho com a influenciadora digital Austin Brown. Um pouco antes de dezembro de 2018, ela lançou seu single "It's Gonna Snow", uma canção natalina.
Em agosto de 2017, o YouTube deu sinal verde para a série original do YouTube Red, We Are Savvy, como uma continuação de uma série de revistas adolescentes de mesmo nome no canal Family Channel, do Canadá. LeBlanc foi escalada como co-apresentadora da série, que estreou com mais de 4,2 milhões de visualizações em seu episódio piloto e possui  elementos de música, moda e estilo de vida.
Em fevereiro de 2018, a revista Variety anunciou que a Lionsgate distribuiria o longa-metragem Chicken Girls: The Movie. Também houve um acordo com a Skyhorse Publishing para transformar o programa em uma série de livros. Em setembro de 2018, a terceira temporada de Chicken Girls estreou no canal do YouTube de Brat. A 4ª temporada estreou em 19 de março de 2019.
Em maio de 2018, LeBlanc e sua irmã Hayley LeBlanc foram escaladas para uma nova série no canal Brat, no YouTube. No mesmo mês, foi anunciado que LeBlanc e Addison Riecke participariam de uma série de mistério para adolescentes chamada A Girl Named Jo, que se passaria em 1963 em uma pequena cidade. Também em maio de 2018, LeBlanc esteve no videoclipe do ator Asher Angel para a canção "Chemistry", já que os fãs os apelidaram de "Ashannie".
Em dezembro de 2018, ela atuou no longa-metragem de Brat, Holiday Spectacular. Meses depois, ela também atouou em outro longa-metragem da Brat, Spring Breakaway. 
Em novembro de 2019, Bratayley parou de gravar vlogs para a família depois de 9 anos, para a família se dedicar a outros projetos.
Em fevereiro de 2020, LeBlanc foi escalada para um papel principal na série de comédia da Nickelodeon, Side Hustle, ao lado de Jayden Bartels. Devido à pandemia de coronavírus de 2019-20, a Nickelodeon deu a LeBlanc e Bartels a oportunidade de apresentar um talk show virtual intitulado Group Chat, que estreou em 23 de maio de 2020. A série estreou em novembro de 2020.

## Vida pessoal
LeBlanc é filha de Billy e Katie e nasceu enquanto seu pai trabalhava em Fort Gordon, na Geórgia. Ela tem dois irmãos, uma irmã mais nova, chamada Hayley Noelle, e um irmão mais velho, chamado Caleb Logan, que nasceu em 13 de julho de 2002 e morreu em 1 de outubro de 2015. Em 2015, Caleb morreu de uma doença cardíaca, chamada cardiomiopatia hipertrófica, aos 13 anos de idade. LeBlanc começou a praticar ginástica quando ela tinha 2 anos, e sua família começou a postar vídeos dela quando ela tinha três anos. Ela treinou como ginasta até agosto de 2017. 
A família LeBlanc morou anteriormente em Severna Park, no estado de Maryland, mas depois se mudaram para Los Angeles, na Califórnia, para que LeBlanc pudesse começar a atuar e fazer música.
Depois das especulações que LeBlanc estaria namorando seu colega Hayden Summerall em 2017, o suposto casal foi apelidado de "Hannie" pelos fãs, que criaram uma fan-fiction com base em histórias complexas sobre o relacionamento na escola e fizeram Photoshop em milhares de fotos que aparecem para mostrar os dois juntos. Em 2018, Summerall publicou no Instagram que não estava namorando ninguém. Em maio de 2019, LeBlanc começou a namorar Asher Angel. Os dois terminaram o relacionamento em maio de 2020. Em 2020, ela deixou de usar o apelido "Annie" e passou a usar "Jules", um diminutivo de seu nome de nascimento, Julianna.

## Discografia

### Álbuns de compilação
| Álbum    | Detalhes                                                                                     |
| -------- | -------------------------------------------------------------------------------------------- |
| Lollipop | - Lançamento: Maio de 2018 - Formato(s): Download digital, streaming - Gravadora: Heard Well |

### Singles
| Ano  | Título                                      | Posições nas paradas | Posições nas paradas | Posições nas paradas |
| Ano  | Título                                      | US Country           | CA Digital           | US Digital           |
| ---- | ------------------------------------------- | -------------------- | -------------------- | -------------------- |
| 2017 | "Fly"                                       | 34                   | -                    | -                    |
| 2017 | "Little Do You Know" (com Hayden Summerall) | -                    | 38                   | 30                   |
| 2017 | "Birds of a Feather"                        | -                    | -                    | -                    |
| 2017 | "Photograph"                                | -                    | -                    | -                    |
| 2017 | "Ordinary Girl"                             | -                    | -                    | -                    |
| 2018 | "Little Things"                             | -                    | -                    | -                    |
| 2019 | "Over Getting Over You"                     | -                    | -                    | -                    |
| 2019 | "Two Sides"                                 | -                    | -                    | -                    |
| 2019 | "Play Nice"                                 | -                    | -                    | -                    |
| 2019 | "Who You Are" (feat. Sky Katz)              | -                    | -                    | -                    |
| 2019 | "Utopia"                                    | -                    | -                    | -                    |

## Filmografia
| Ano  | Título                                   | Papel                   | Notas                                   |
| ---- | ---------------------------------------- | ----------------------- | --------------------------------------- |
| 2015 | Neon Arcade                              | Annie Bratayley         |                                         |
| 2016 | We Are Savvy                             | Annie                   | Protagonista                            |
| 2017 | Chicken Girls                            | Rhyme McAdams           | Protagonista                            |
| 2018 | Mani                                     | Rhyme McAdams           | Episódio: "Cinderela"                   |
| 2018 | Overnights                               | Rhyme McAdams           | Episódio: "Never Meant to Fall in Love" |
| 2018 | A Girl Named Jo                          | Josephine "Jo" Chambers | Protagonista                            |
| 2018 | Chicken Girls: The Movie                 | Rhyme McAdams           | Filme para streaming                    |
| 2018 | Brat Holiday Spectacular                 | Rhyme McAdams           | Filme streaming                         |
| 2019 | Cousins for Life                         | Ela mesma               | Episódio: "Those Medal-ling Kids"       |
| 2019 | Spring Breakaway                         | Rhyme McAdams           | Filme parastreaming                     |
| 2019 | Annie VS Hayley !                        | Ela mesma               | Série de realidade alimentar para a web |
| 2019 | Intern-in-Chief                          | Rhyme McAdams           | Filme para streaming                    |
| 2019 | Sunnyside Up                             | Ela mesma               | Narradora                               |
| 2020 | Side Hustle                              | Lex                     | Protagonista                            |
| 2020 | #KidsTogether: The Nickelodeon Town Hall | Ela mesma               | Especial de televisão                   |
| 2020 | Group Chat with Annie & Jayden           | Ela mesma               | Apresentadora                           |
| 2020 | All That                                 | Atriz convidada         | Episódio 1131                           |

## Turnês
- The Left Me Hangin 'Tour (2017)[51]

## Prêmios e indicações
| Ano  | Prêmio              | Categoria                       | Resultado | Ref(s)        |
| ---- | ------------------- | ------------------------------- | --------- | ------------- |
| 2017 | Streamy Awards      | Kids and Family                 | Indicada  | [ 52 ] [ 53 ] |
| 2018 | Shorty Awards       | Muser of the Year               | Venceu    | [ 9 ]         |
| 2018 | Streamy Awards      | Acting in a Drama               | Indicada  | [ 54 ]        |
| 2019 | Teen Choice Awards  | Choice Music Web Star           | Venceu    | [ 55 ]        |
| 2020 | Kids 'Choice Awards | Favorite Female Social Web Star | Venceu    | [ 56 ]        |